# Trigan
Trigan nebo Drigant (1481 m n. m.), ( polsky Drygant německy Basteirücken maďarsky Bástya hát je dlouhý zalesněný hřeben končící na jižní straně Hřebene bašt ve Vysokých Tatrách. Táhne se od jižních svahů Patrie k Štrbskému plesu. Jeho jižním koncem prochází Cesta svobody a trať Tatranské elektrické železnice. Hřbet Triganu odděluje Mengusovskou dolinu od Mlynické doliny. 
Trigan je morénový val, který zanechal ledovec putující v ledové době Mlynickou a Mengusovskou dolinou. Má plochý tvar porostlý lesem. 

## Název
Význam názvu není spolehlivě vysvětlen. V lidové nomenklatuře je známá výslovnost Drigant. Němci odvozují tuto lokalitu od polohy v hřebene bašt - Basteirücken (Baštový chbát). 

## Dvouramenný kříž
V době velkých příprav na 10. výročí vzniku první Československé republiky požádal senátor Ján Kovalík urbárníky v Štrbě, vlastníky území, o povolení postavit na "jižním výběžku hřebene Drigant dvouramenný kříž - symbol slovenského národa". Měl být ze železné konstrukce, vysoký 12 metrů s nápisem Bože, chraň Slovensko. Výbor Urbárského spolku souhlasil. Povolení ke kácení lesního porostu vydalo lesní oddělení Okresního úřadu v Liptovském sv. Mikuláši . Kříž stavěly Železárny Vítkovice. Celou stavbu financoval senátor Jan Kovalík, gymnaziální profesor v Žilině, poslanec za Slovenskou lidovou stranu, básník. (* 27. listopad 1861, Ústie nad Oravou - † 8. března 1951, Žilina ). Slavnostní posvěcení kříže byla na Trigane 29. října 1928. Svěcení se zúčastnil Andrej Hlinka, spišský biskup Ján Vojtaššák, senátor Ján Kovalík, ministerský rádce Štefan Benko, vojenští hodnostáři, obyvatelé Štrby. Dvouramenný kříž přečkal na Štrbském Plese 32 let. Stal se místem odpočinku turistů. V létě roku 1960 na zásah tehdejšího prezidenta republiky Antonína Novotného, který byl na dovolené v nedalekém hotelu Baník, kříž odstranili. 

## Turistika
Triganem - úbočím Hřebene bašt vede po  červené turistické značce Tatranská magistrála ze Štrbského plesa na Popradské pleso.